# Дмитро Однороженко
Дмитро Однороженко - лідер та вокаліст проєкту "хейтспіч", нині військовослужбовець 412 окремого полку безпілотних систем "Nemesis".
Музичну діяльність розпочав у квітні 2022 року в складі гурту "хейтспіч". До цього також займався різними гуртами та проєктами. Ходив у музичну школу, яку закинув. Раніше працював оператором відділення "Нової пошти", перекладачем текстів, автомобільним брокером, менеджером морських перевезень, але завжди тримав як план А ідею займатись саме музикою.